# Jiří Kalousek
Jiří Kalousek (7. února 1925 Nový Bydžov – 23. února 1986 Praha) byl český malíř, kreslíř, karikaturista a ilustrátor.
Byl žákem Antonína Pelce a Františka Muziky na VŠUP. Ilustroval řadu knih pro děti komiksů v časopisu Ohníček, humoristických publikací, leporel, kreslených filmů i umělecky naučné literatury.
V jeho stopách se vydal syn, rovněž malíř. 
Životopis a bibliografie prací je na jeho webových stránkách.